# 幕末の三舟

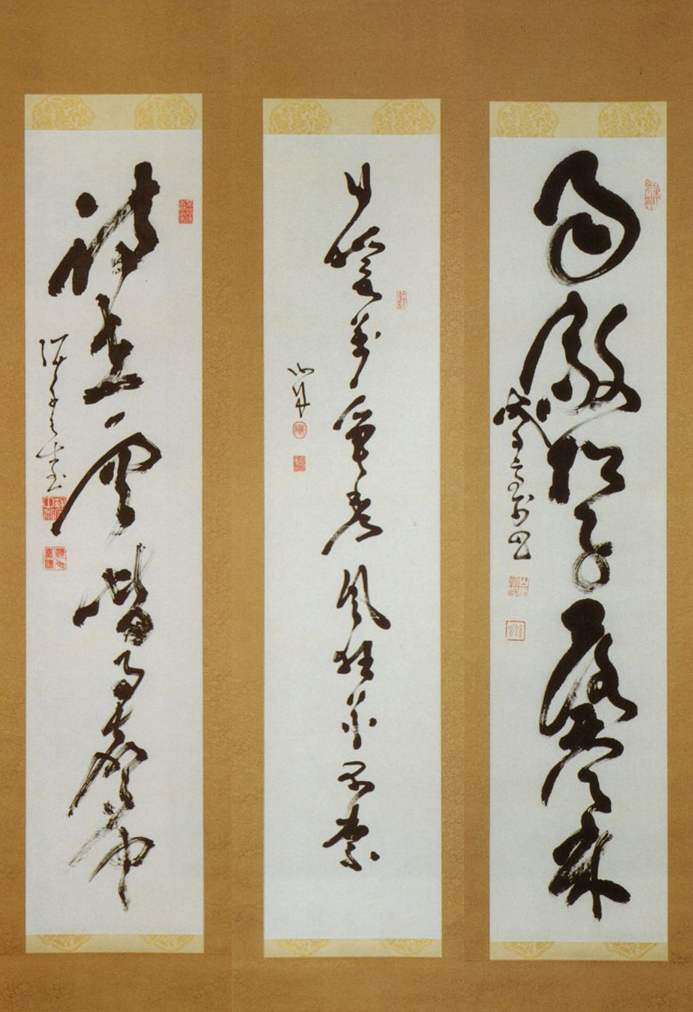
幕末三舟 三幅対（右：山岡鉄舟、中央：勝海舟、左：高橋泥舟）

幕末の三舟（ばくまつのさんしゅう）は、幕末から明治時代初期にかけて活躍した幕臣である勝海舟、山岡鉄舟、高橋泥舟の3名の総称。

## 概要
寛永寺で謹慎中の徳川慶喜は護衛していた高橋泥舟に恭順の意を伝えてほしいと述べる。高橋は遊撃隊（慶喜の身辺警護にあたる）の隊長を務めており、江戸を離れることができなかった。
高橋は代わりに義弟で精鋭隊頭の山岡鉄太郎（鉄舟）を徳川慶喜へ推薦する。山岡は徳川慶喜から直々に使者として命じられ、3月9日慶喜の意を体して、駿府まで進撃していた大総督府に赴くこととなった。よく山岡は勝海舟の使者と説明されているが、徳川慶喜直々に命じられた使者である 。
山岡は西郷隆盛を知らなかったこともあり、まず陸軍総裁勝海舟の邸を訪問する。勝は山岡とは初対面だったが、山岡の人物を認める。勝の預かりとなっていた薩摩藩士益満休之助を案内役に立て、山岡と益満は駿府の大総督府へ急行し、下参謀西郷隆盛の宿泊する旅館に乗り込み、西郷との面談を求めた。西郷は山岡の真摯な態度に感じ入り、交渉に応じた。慶応4年3月9日（1868年4月1日）、山岡は西郷隆盛と駿府で交渉、江戸城開城の基本条件について合意を取り付けることに成功した。すでに江戸城進撃の予定は3月15日と決定していたが、ここで初めて東征軍から徳川家へ開戦回避に向けた条件提示がなされたのである。その後、勝が西郷と会談、同年4月11日（5月3日）、江戸城は無血開城されることとなる。
江戸を戦火から救った勝、山岡、高橋の名前にいずれも「舟」がつくことから、この3人を「幕末の三舟」と称した。
なお上記3名に木村芥舟、もしくは田辺蓮舟を加え「幕末の四舟」とすることもある。

## 関連文献
- 頭山満 『幕末三舟伝』島津書房 平成2年（1990年）・平成9年（1997年）、国書刊行会 平成19年（2007年）
- 松本健一『幕末の三舟 - 海舟・鉄舟・泥舟の生きかた』 講談社選書メチエ 平成8年（1996年）
- 子母沢寛『逃げ水』新版・中公文庫
- 大森曹玄『山岡鉄舟』春秋社
- 水野靖夫『勝海舟の罠―氷川清話の呪縛、西郷会談の真実』（毎日ワンズ、2018年）ISBN 978-4901622981
- 水野靖夫『定説の検証「江戸無血開城」の真実 西郷隆盛と幕末の三舟 山岡鉄舟・勝海舟・高橋泥舟』（ブイツーソリューション 2021年） ISBN 978-4434284953
- 岩下哲典『江戸無血開城―本当の功労者は誰か?』（吉川弘文館「歴史文化ライブラリー」、2018年）ISBN 978-4642058704
- 岩下哲典『山岡鉄舟・高橋泥舟　もとの姿はかわらざりけり』（ミネルヴァ書房「ミネルヴァ日本評伝選」、2023年）